# Lista di asteroidi (673001-674000)
Di seguito una lista di asteroidi dal numero 673001  al 674000 con data di scoperta e scopritore.

## 673001–673100
| Nome                  | Designazione provvisoria | Data di scoperta  | Scopritore                          |
| --------------------- | ------------------------ | ----------------- | ----------------------------------- |
| 673001                | 2015 AM36                | 28 novembre 2014  | Mount Lemmon Survey                 |
| 673002                | 2015 AN38                | 9 marzo 2011      | Mount Lemmon Survey                 |
| 673003                | 2015 AP38                | 8 novembre 2009   | Mount Lemmon Survey                 |
| 673004                | 2015 AA39                | 21 dicembre 2014  | Pan-STARRS                          |
| 673005                | 2015 AC39                | 21 dicembre 2014  | Mount Lemmon Survey                 |
| 673006                | 2015 AC42                | 26 dicembre 2014  | Pan-STARRS                          |
| 673007                | 2015 AS42                | 28 novembre 2014  | Pan-STARRS                          |
| 673008                | 2015 AW42                | 11 febbraio 2011  | Mount Lemmon Survey                 |
| 673009                | 2015 AX42                | 5 agosto 2005     | NEAT                                |
| 673010                | 2015 AZ42                | 12 novembre 2010  | Mount Lemmon Survey                 |
| 673011                | 2015 AR45                | 15 gennaio 2015   | CSS                                 |
| 673012                | 2015 AY46                | 6 settembre 2014  | Mount Lemmon Survey                 |
| 673013                | 2015 AK47                | 6 aprile 2011     | Mount Lemmon Survey                 |
| 673014 Kósakissattila | 2015 AM49                | 1 settembre 2014  | EURONEAR                            |
| 673015                | 2015 AS49                | 18 gennaio 2005   | Spacewatch                          |
| 673016                | 2015 AY54                | 26 ottobre 2009   | Mount Lemmon Survey                 |
| 673017                | 2015 AE55                | 13 luglio 2013    | Pan-STARRS                          |
| 673018                | 2015 AH55                | 6 novembre 2010   | Mount Lemmon Survey                 |
| 673019                | 2015 AG65                | 14 maggio 2012    | Pan-STARRS                          |
| 673020                | 2015 AQ93                | 29 dicembre 2014  | Mount Lemmon Survey                 |
| 673021                | 2015 AW94                | 20 novembre 2014  | Pan-STARRS                          |
| 673022                | 2015 AA97                | 27 dicembre 2014  | Pan-STARRS                          |
| 673023                | 2015 AV98                | 29 ottobre 2010   | Mount Lemmon Survey                 |
| 673024                | 2015 AT103               | 5 marzo 2011      | CSS                                 |
| 673025                | 2015 AJ110               | 14 gennaio 2015   | Pan-STARRS                          |
| 673026                | 2015 AV113               | 10 febbraio 2007  | Mount Lemmon Survey                 |
| 673027                | 2015 AT115               | 12 febbraio 2011  | Mount Lemmon Survey                 |
| 673028                | 2015 AE128               | 18 ottobre 2009   | Mount Lemmon Survey                 |
| 673029                | 2015 AA131               | 21 dicembre 2014  | Pan-STARRS                          |
| 673030                | 2015 AT132               | 14 gennaio 2015   | Pan-STARRS                          |
| 673031                | 2015 AY132               | 29 novembre 2014  | Pan-STARRS                          |
| 673032                | 2015 AX136               | 21 dicembre 2014  | Pan-STARRS                          |
| 673033                | 2015 AD145               | 25 febbraio 2011  | Mount Lemmon Survey                 |
| 673034                | 2015 AK149               | 14 gennaio 2015   | Pan-STARRS                          |
| 673035                | 2015 AV150               | 23 maggio 2012    | Mount Lemmon Survey                 |
| 673036                | 2015 AQ154               | 14 gennaio 2015   | Pan-STARRS                          |
| 673037                | 2015 AQ157               | 14 febbraio 2005  | Spacewatch                          |
| 673038                | 2015 AT159               | 5 ottobre 2013    | Pan-STARRS                          |
| 673039                | 2015 AB163               | 9 gennaio 2006    | Mount Lemmon Survey                 |
| 673040                | 2015 AW167               | 12 settembre 2013 | CSS                                 |
| 673041                | 2015 AK171               | 14 gennaio 2015   | Pan-STARRS                          |
| 673042                | 2015 AM172               | 5 ottobre 2013    | Pan-STARRS                          |
| 673043                | 2015 AE173               | 13 ottobre 2013   | Mount Lemmon Survey                 |
| 673044                | 2015 AV175               | 14 gennaio 2015   | Pan-STARRS                          |
| 673045                | 2015 AC182               | 10 settembre 2010 | Osservatorio astronomico di Maiorca |
| 673046                | 2015 AJ182               | 14 gennaio 2015   | Pan-STARRS                          |
| 673047                | 2015 AG191               | 19 novembre 2009  | Mount Lemmon Survey                 |
| 673048                | 2015 AB194               | 14 gennaio 2015   | Pan-STARRS                          |
| 673049                | 2015 AG195               | 8 maggio 2005     | Mount Lemmon Survey                 |
| 673050                | 2015 AQ195               | 2 gennaio 2011    | Mount Lemmon Survey                 |
| 673051                | 2015 AQ200               | 16 settembre 2009 | Spacewatch                          |
| 673052                | 2015 AL201               | 26 dicembre 2014  | Pan-STARRS                          |
| 673053                | 2015 AO201               | 3 febbraio 2011   | Z. Kuli, K. Sárneczky               |
| 673054                | 2015 AX202               | 14 gennaio 2015   | Pan-STARRS                          |
| 673055                | 2015 AE203               | 14 gennaio 2015   | Pan-STARRS                          |
| 673056                | 2015 AL204               | 22 ottobre 2005   | Spacewatch                          |
| 673057                | 2015 AK208               | 22 settembre 2003 | NEAT                                |
| 673058                | 2015 AT210               | 27 agosto 2005    | Spacewatch                          |
| 673059                | 2015 AQ215               | 26 settembre 2009 | Spacewatch                          |
| 673060                | 2015 AU215               | 8 agosto 2013     | Pan-STARRS                          |
| 673061                | 2015 AJ216               | 16 maggio 2012    | Spacewatch                          |
| 673062                | 2015 AA220               | 15 gennaio 2015   | Pan-STARRS                          |
| 673063                | 2015 AY220               | 26 settembre 2006 | CSS                                 |
| 673064                | 2015 AC223               | 15 gennaio 2015   | Pan-STARRS                          |
| 673065                | 2015 AH224               | 15 gennaio 2015   | Pan-STARRS                          |
| 673066                | 2015 AO227               | 11 febbraio 2011  | Mount Lemmon Survey                 |
| 673067                | 2015 AV230               | 15 gennaio 2015   | Pan-STARRS                          |
| 673068                | 2015 AF231               | 29 marzo 2012     | Mount Lemmon Survey                 |
| 673069                | 2015 AS233               | 8 giugno 2005     | Spacewatch                          |
| 673070                | 2015 AF235               | 11 marzo 2011     | Spacewatch                          |
| 673071                | 2015 AN238               | 13 marzo 2007     | Mount Lemmon Survey                 |
| 673072                | 2015 AJ240               | 15 gennaio 2015   | Pan-STARRS                          |
| 673073                | 2015 AD245               | 14 gennaio 2002   | NEAT                                |
| 673074                | 2015 AH245               | 21 novembre 2009  | Spacewatch                          |
| 673075                | 2015 AK245               | 24 aprile 2007    | Mount Lemmon Survey                 |
| 673076                | 2015 AU250               | 27 ottobre 2005   | Spacewatch                          |
| 673077                | 2015 AT256               | 1 settembre 2013  | Pan-STARRS                          |
| 673078                | 2015 AR257               | 12 marzo 2011     | Mount Lemmon Survey                 |
| 673079                | 2015 AS260               | 27 novembre 2006  | Spacewatch                          |
| 673080                | 2015 AD262               | 8 novembre 2009   | Mount Lemmon Survey                 |
| 673081                | 2015 AB265               | 15 gennaio 2015   | Pan-STARRS                          |
| 673082                | 2015 AC276               | 20 marzo 2007     | Spacewatch                          |
| 673083                | 2015 AK276               | 1 marzo 2011      | CSS                                 |
| 673084                | 2015 AA280               | 4 novembre 2014   | Pan-STARRS                          |
| 673085                | 2015 AO280               | 31 gennaio 2006   | Spacewatch                          |
| 673086                | 2015 AF281               | 12 agosto 2013    | Pan-STARRS                          |
| (673087) 2015 AJ281   | 2015 AJ281               | 25 marzo 2011     | La Silla                            |
| 673088                | 2015 AL281               | 14 gennaio 2015   | Pan-STARRS                          |
| 673089                | 2015 AY281               | 18 novembre 2014  | Mount Lemmon Survey                 |
| 673090                | 2015 AB284               | 8 gennaio 2015    | Pan-STARRS                          |
| 673091                | 2015 AG284               | 16 settembre 2009 | CSS                                 |
| 673092                | 2015 AD285               | 11 gennaio 2015   | Pan-STARRS                          |
| 673093                | 2015 AL285               | 11 marzo 2007     | Spacewatch                          |
| 673094                | 2015 AU286               | 28 marzo 2011     | Mount Lemmon Survey                 |
| 673095                | 2015 AX286               | 15 gennaio 2015   | Pan-STARRS                          |
| 673096                | 2015 AR287               | 19 settembre 2003 | LONEOS                              |
| 673097                | 2015 AY287               | 1 ottobre 2009    | Mount Lemmon Survey                 |
| 673098                | 2015 AL288               | 22 ottobre 2009   | Mount Lemmon Survey                 |
| 673099                | 2015 AZ290               | 26 novembre 2014  | Mount Lemmon Survey                 |
| 673100                | 2015 AW291               | 16 ottobre 2001   | NEAT                                |

## 673101–673200
| Nome   | Designazione provvisoria | Data di scoperta  | Scopritore                 |
| ------ | ------------------------ | ----------------- | -------------------------- |
| 673101 | 2015 AV293               | 12 gennaio 2015   | Pan-STARRS                 |
| 673102 | 2015 AX293               | 9 gennaio 2015    | Pan-STARRS                 |
| 673103 | 2015 AE294               | 15 gennaio 2015   | Pan-STARRS                 |
| 673104 | 2015 AC298               | 3 luglio 2016     | Mount Lemmon Survey        |
| 673105 | 2015 AJ299               | 15 gennaio 2015   | Pan-STARRS                 |
| 673106 | 2015 AL307               | 29 novembre 2018  | Mount Lemmon Survey        |
| 673107 | 2015 BP1                 | 27 dicembre 2014  | Pan-STARRS                 |
| 673108 | 2015 BJ4                 | 13 marzo 2008     | Mount Lemmon Survey        |
| 673109 | 2015 BC5                 | 28 ottobre 2014   | Pan-STARRS                 |
| 673110 | 2015 BP5                 | 10 settembre 2007 | Mount Lemmon Survey        |
| 673111 | 2015 BV6                 | 30 gennaio 2011   | Mount Lemmon Survey        |
| 673112 | 2015 BF7                 | 11 ottobre 2007   | Spacewatch                 |
| 673113 | 2015 BP7                 | 24 ottobre 2014   | Mount Lemmon Survey        |
| 673114 | 2015 BP10                | 20 novembre 2001  | Spacewatch                 |
| 673115 | 2015 BY10                | 26 dicembre 2014  | Pan-STARRS                 |
| 673116 | 2015 BX11                | 16 dicembre 2014  | Pan-STARRS                 |
| 673117 | 2015 BG14                | 8 febbraio 2011   | Mount Lemmon Survey        |
| 673118 | 2015 BE16                | 25 novembre 2005  | Spacewatch                 |
| 673119 | 2015 BM17                | 12 agosto 2013    | Pan-STARRS                 |
| 673120 | 2015 BX17                | 7 febbraio 2002   | Spacewatch                 |
| 673121 | 2015 BY17                | 30 gennaio 2006   | Spacewatch                 |
| 673122 | 2015 BR18                | 14 giugno 2012    | Pan-STARRS                 |
| 673123 | 2015 BU21                | 29 novembre 2014  | Pan-STARRS                 |
| 673124 | 2015 BP24                | 18 dicembre 2009  | Spacewatch                 |
| 673125 | 2015 BY24                | 24 dicembre 2005  | Spacewatch                 |
| 673126 | 2015 BO28                | 9 dicembre 2010   | Spacewatch                 |
| 673127 | 2015 BS30                | 21 settembre 2009 | Mount Lemmon Survey        |
| 673128 | 2015 BA35                | 12 maggio 2011    | Mount Lemmon Survey        |
| 673129 | 2015 BJ35                | 16 gennaio 2015   | Pan-STARRS                 |
| 673130 | 2015 BO35                | 11 dicembre 2009  | R. Ferrando, M. Ferrando   |
| 673131 | 2015 BK42                | 15 dicembre 2001  | SDSS Collaboration         |
| 673132 | 2015 BP44                | 4 giugno 2013     | Spacewatch                 |
| 673133 | 2015 BG45                | 12 dicembre 2014  | Pan-STARRS                 |
| 673134 | 2015 BU45                | 17 novembre 2014  | Mount Lemmon Survey        |
| 673135 | 2015 BW47                | 2 ottobre 2013    | Pan-STARRS                 |
| 673136 | 2015 BA48                | 12 dicembre 2014  | Pan-STARRS                 |
| 673137 | 2015 BP48                | 16 dicembre 2014  | Pan-STARRS                 |
| 673138 | 2015 BE50                | 19 gennaio 2012   | Pan-STARRS                 |
| 673139 | 2015 BN53                | 17 gennaio 2015   | Mount Lemmon Survey        |
| 673140 | 2015 BF54                | 17 gennaio 2015   | Mount Lemmon Survey        |
| 673141 | 2015 BY55                | 29 dicembre 2014  | Pan-STARRS                 |
| 673142 | 2015 BC57                | 17 gennaio 2015   | Pan-STARRS                 |
| 673143 | 2015 BW60                | 11 gennaio 2002   | Spacewatch                 |
| 673144 | 2015 BW61                | 22 dicembre 2005  | Spacewatch                 |
| 673145 | 2015 BP63                | 17 gennaio 2015   | Pan-STARRS                 |
| 673146 | 2015 BH64                | 27 agosto 2000    | R. Millis, L. H. Wasserman |
| 673147 | 2015 BF65                | 24 novembre 2005  | NEAT                       |
| 673148 | 2015 BV66                | 13 aprile 2011    | Pan-STARRS                 |
| 673149 | 2015 BC70                | 26 novembre 2014  | Pan-STARRS                 |
| 673150 | 2015 BC73                | 18 aprile 2007    | Mount Lemmon Survey        |
| 673151 | 2015 BA74                | 27 aprile 2012    | Pan-STARRS                 |
| 673152 | 2015 BG74                | 8 febbraio 2008   | Spacewatch                 |
| 673153 | 2015 BT74                | 17 gennaio 2015   | Pan-STARRS                 |
| 673154 | 2015 BK75                | 29 settembre 2009 | Mount Lemmon Survey        |
| 673155 | 2015 BC76                | 17 gennaio 2015   | Pan-STARRS                 |
| 673156 | 2015 BJ76                | 24 ottobre 2013   | Mount Lemmon Survey        |
| 673157 | 2015 BX78                | 2 marzo 2011      | Spacewatch                 |
| 673158 | 2015 BV81                | 25 febbraio 2011  | Mount Lemmon Survey        |
| 673159 | 2015 BY85                | 12 maggio 2012    | Mount Lemmon Survey        |
| 673160 | 2015 BJ89                | 9 agosto 2013     | Spacewatch                 |
| 673161 | 2015 BT91                | 2 gennaio 2011    | CSS                        |
| 673162 | 2015 BR93                | 6 febbraio 2006   | Spacewatch                 |
| 673163 | 2015 BL94                | 24 dicembre 2014  | Spacewatch                 |
| 673164 | 2015 BU98                | 26 novembre 2014  | Pan-STARRS                 |
| 673165 | 2015 BY99                | 27 gennaio 2011   | Mount Lemmon Survey        |
| 673166 | 2015 BN104               | 21 dicembre 2014  | Pan-STARRS                 |
| 673167 | 2015 BN109               | 23 febbraio 2003  | Spacewatch                 |
| 673168 | 2015 BD111               | 9 settembre 2013  | Pan-STARRS                 |
| 673169 | 2015 BA112               | 22 ottobre 2009   | Mount Lemmon Survey        |
| 673170 | 2015 BZ112               | 27 ottobre 2009   | Spacewatch                 |
| 673171 | 2015 BD116               | 11 ottobre 2010   | Mount Lemmon Survey        |
| 673172 | 2015 BQ117               | 12 luglio 2013    | Pan-STARRS                 |
| 673173 | 2015 BV120               | 20 novembre 2009  | Mount Lemmon Survey        |
| 673174 | 2015 BZ120               | 9 agosto 2013     | Pan-STARRS                 |
| 673175 | 2015 BS121               | 1 ottobre 2013    | Spacewatch                 |
| 673176 | 2015 BT126               | 15 gennaio 2009   | Spacewatch                 |
| 673177 | 2015 BV126               | 7 febbraio 2006   | Spacewatch                 |
| 673178 | 2015 BF127               | 15 settembre 2013 | Mount Lemmon Survey        |
| 673179 | 2015 BG127               | 10 febbraio 2008  | Mount Lemmon Survey        |
| 673180 | 2015 BK127               | 17 gennaio 2015   | Pan-STARRS                 |
| 673181 | 2015 BB129               | 18 settembre 2009 | CSS                        |
| 673182 | 2015 BT134               | 3 ottobre 2013    | Pan-STARRS                 |
| 673183 | 2015 BZ136               | 12 settembre 2013 | CSS                        |
| 673184 | 2015 BE138               | 3 ottobre 2013    | Pan-STARRS                 |
| 673185 | 2015 BG138               | 15 settembre 2013 | Mount Lemmon Survey        |
| 673186 | 2015 BP138               | 17 gennaio 2015   | Pan-STARRS                 |
| 673187 | 2015 BA139               | 3 ottobre 2013    | Pan-STARRS                 |
| 673188 | 2015 BW139               | 17 gennaio 2015   | Pan-STARRS                 |
| 673189 | 2015 BX139               | 20 agosto 2006    | NEAT                       |
| 673190 | 2015 BB140               | 30 dicembre 2005  | Spacewatch                 |
| 673191 | 2015 BW140               | 19 settembre 2009 | Mount Lemmon Survey        |
| 673192 | 2015 BU142               | 17 dicembre 2009  | Mount Lemmon Survey        |
| 673193 | 2015 BB143               | 17 gennaio 2015   | Pan-STARRS                 |
| 673194 | 2015 BV145               | 17 gennaio 2015   | Pan-STARRS                 |
| 673195 | 2015 BE146               | 17 gennaio 2015   | Pan-STARRS                 |
| 673196 | 2015 BB149               | 17 gennaio 2015   | Pan-STARRS                 |
| 673197 | 2015 BM150               | 14 luglio 2013    | Pan-STARRS                 |
| 673198 | 2015 BH154               | 26 ottobre 2013   | Mount Lemmon Survey        |
| 673199 | 2015 BO159               | 25 ottobre 2009   | Spacewatch                 |
| 673200 | 2015 BE162               | 11 dicembre 2009  | CSS                        |

## 673201–673300
| Nome   | Designazione provvisoria | Data di scoperta  | Scopritore                |
| ------ | ------------------------ | ----------------- | ------------------------- |
| 673201 | 2015 BO166               | 16 ottobre 2009   | Mount Lemmon Survey       |
| 673202 | 2015 BP171               | 5 agosto 2013     | K. Sárneczky              |
| 673203 | 2015 BY180               | 17 gennaio 2015   | Pan-STARRS                |
| 673204 | 2015 BN182               | 10 maggio 2011    | Mount Lemmon Survey       |
| 673205 | 2015 BX184               | 27 ottobre 2009   | Spacewatch                |
| 673206 | 2015 BU185               | 26 novembre 2013  | Mount Lemmon Survey       |
| 673207 | 2015 BL187               | 8 novembre 2009   | Spacewatch                |
| 673208 | 2015 BH191               | 17 gennaio 2015   | Pan-STARRS                |
| 673209 | 2015 BP192               | 11 marzo 2011     | Spacewatch                |
| 673210 | 2015 BT193               | 17 gennaio 2015   | Pan-STARRS                |
| 673211 | 2015 BK196               | 14 luglio 2013    | Pan-STARRS                |
| 673212 | 2015 BB199               | 4 novembre 2013   | Mount Lemmon Survey       |
| 673213 | 2015 BD202               | 27 marzo 2011     | Mount Lemmon Survey       |
| 673214 | 2015 BK202               | 11 giugno 2011    | Mount Lemmon Survey       |
| 673215 | 2015 BE203               | 17 gennaio 2015   | Pan-STARRS                |
| 673216 | 2015 BW203               | 18 gennaio 2015   | Spacewatch                |
| 673217 | 2015 BQ205               | 18 gennaio 2015   | Spacewatch                |
| 673218 | 2015 BL207               | 18 novembre 2014  | Pan-STARRS                |
| 673219 | 2015 BC208               | 26 novembre 2011  | Mount Lemmon Survey       |
| 673220 | 2015 BN209               | 16 maggio 2012    | Pan-STARRS                |
| 673221 | 2015 BN210               | 12 marzo 2004     | NEAT                      |
| 673222 | 2015 BR211               | 24 dicembre 2014  | Mount Lemmon Survey       |
| 673223 | 2015 BZ211               | 15 marzo 2007     | Mount Lemmon Survey       |
| 673224 | 2015 BC214               | 1 settembre 2005  | Spacewatch                |
| 673225 | 2015 BF214               | 10 febbraio 2011  | Mount Lemmon Survey       |
| 673226 | 2015 BY214               | 18 gennaio 2015   | Mount Lemmon Survey       |
| 673227 | 2015 BW215               | 17 settembre 2010 | Mount Lemmon Survey       |
| 673228 | 2015 BC216               | 23 febbraio 2007  | Spacewatch                |
| 673229 | 2015 BC217               | 18 gennaio 2015   | Pan-STARRS                |
| 673230 | 2015 BZ220               | 24 gennaio 2011   | Mount Lemmon Survey       |
| 673231 | 2015 BJ221               | 28 febbraio 2008  | Mount Lemmon Survey       |
| 673232 | 2015 BO222               | 23 novembre 2014  | Pan-STARRS                |
| 673233 | 2015 BQ222               | 18 gennaio 2015   | Mount Lemmon Survey       |
| 673234 | 2015 BB223               | 21 novembre 2007  | Mount Lemmon Survey       |
| 673235 | 2015 BF223               | 22 ottobre 2009   | Mount Lemmon Survey       |
| 673236 | 2015 BT223               | 18 gennaio 2015   | Mount Lemmon Survey       |
| 673237 | 2015 BX223               | 20 giugno 2013    | Pan-STARRS                |
| 673238 | 2015 BQ228               | 29 dicembre 2014  | Pan-STARRS                |
| 673239 | 2015 BD232               | 1 marzo 2011      | Mount Lemmon Survey       |
| 673240 | 2015 BA235               | 5 marzo 2011      | CSS                       |
| 673241 | 2015 BK238               | 20 maggio 2012    | Mount Lemmon Survey       |
| 673242 | 2015 BE241               | 25 dicembre 2005  | Mount Lemmon Survey       |
| 673243 | 2015 BQ243               | 31 marzo 2003     | LONEOS                    |
| 673244 | 2015 BG244               | 25 dicembre 2003  | SDSS Collaboration        |
| 673245 | 2015 BF247               | 9 settembre 2008  | Mount Lemmon Survey       |
| 673246 | 2015 BJ247               | 20 agosto 2003    | NEAT                      |
| 673247 | 2015 BB249               | 17 novembre 2006  | Mount Lemmon Survey       |
| 673248 | 2015 BQ249               | 27 dicembre 2014  | Mount Lemmon Survey       |
| 673249 | 2015 BT250               | 18 gennaio 2015   | Pan-STARRS                |
| 673250 | 2015 BT253               | 1 settembre 2013  | Pan-STARRS                |
| 673251 | 2015 BX256               | 18 gennaio 2015   | Pan-STARRS                |
| 673252 | 2015 BD257               | 7 gennaio 2006    | Mount Lemmon Survey       |
| 673253 | 2015 BG257               | 15 marzo 2007     | Mount Lemmon Survey       |
| 673254 | 2015 BO257               | 18 gennaio 2015   | Pan-STARRS                |
| 673255 | 2015 BX258               | 18 dicembre 2001  | LINEAR                    |
| 673256 | 2015 BL263               | 20 novembre 2009  | Mount Lemmon Survey       |
| 673257 | 2015 BZ263               | 30 settembre 2013 | Mount Lemmon Survey       |
| 673258 | 2015 BA266               | 29 dicembre 2014  | Pan-STARRS                |
| 673259 | 2015 BB266               | 10 marzo 2011     | Mount Lemmon Survey       |
| 673260 | 2015 BG266               | 8 luglio 2013     | Pan-STARRS                |
| 673261 | 2015 BU266               | 19 gennaio 2015   | Pan-STARRS                |
| 673262 | 2015 BD267               | 18 settembre 2014 | Pan-STARRS                |
| 673263 | 2015 BW267               | 16 maggio 2012    | Pan-STARRS                |
| 673264 | 2015 BQ268               | 29 agosto 2014    | Pan-STARRS                |
| 673265 | 2015 BJ270               | 30 ottobre 2014   | Mount Lemmon Survey       |
| 673266 | 2015 BL270               | 19 gennaio 2015   | Spacewatch                |
| 673267 | 2015 BC271               | 11 novembre 2014  | Pan-STARRS                |
| 673268 | 2015 BO275               | 19 gennaio 2015   | Mount Lemmon Survey       |
| 673269 | 2015 BY276               | 13 marzo 2005     | K. Černis, J. Zdanavičius |
| 673270 | 2015 BJ277               | 19 gennaio 2015   | Mount Lemmon Survey       |
| 673271 | 2015 BP278               | 19 gennaio 2005   | Spacewatch                |
| 673272 | 2015 BA279               | 19 gennaio 2015   | Spacewatch                |
| 673273 | 2015 BB291               | 19 gennaio 2015   | Pan-STARRS                |
| 673274 | 2015 BH291               | 14 gennaio 2011   | Mount Lemmon Survey       |
| 673275 | 2015 BC297               | 18 maggio 2012    | Mount Lemmon Survey       |
| 673276 | 2015 BC298               | 19 gennaio 2015   | Pan-STARRS                |
| 673277 | 2015 BO302               | 7 ottobre 2005    | Osservatorio di Mauna Kea |
| 673278 | 2015 BG303               | 19 gennaio 2015   | Pan-STARRS                |
| 673279 | 2015 BR305               | 26 dicembre 2014  | Pan-STARRS                |
| 673280 | 2015 BP307               | 20 novembre 2006  | Mount Lemmon Survey       |
| 673281 | 2015 BF308               | 1 marzo 2011      | Mount Lemmon Survey       |
| 673282 | 2015 BQ309               | 20 gennaio 2015   | Mount Lemmon Survey       |
| 673283 | 2015 BC310               | 20 gennaio 2015   | Mount Lemmon Survey       |
| 673284 | 2015 BT310               | 21 gennaio 2015   | Pan-STARRS                |
| 673285 | 2015 BW312               | 26 dicembre 2014  | Pan-STARRS                |
| 673286 | 2015 BY315               | 24 novembre 2014  | Pan-STARRS                |
| 673287 | 2015 BZ315               | 26 gennaio 2011   | Mount Lemmon Survey       |
| 673288 | 2015 BF316               | 17 gennaio 2015   | Pan-STARRS                |
| 673289 | 2015 BH316               | 26 agosto 2009    | CSS                       |
| 673290 | 2015 BR320               | 23 ottobre 2009   | Mount Lemmon Survey       |
| 673291 | 2015 BX321               | 17 gennaio 2015   | Pan-STARRS                |
| 673292 | 2015 BZ322               | 23 maggio 2002    | NEAT                      |
| 673293 | 2015 BB324               | 14 ottobre 2009   | Mount Lemmon Survey       |
| 673294 | 2015 BA327               | 17 gennaio 2007   | Spacewatch                |
| 673295 | 2015 BP327               | 22 gennaio 2006   | Mount Lemmon Survey       |
| 673296 | 2015 BZ327               | 17 gennaio 2015   | Pan-STARRS                |
| 673297 | 2015 BA334               | 7 dicembre 2005   | Spacewatch                |
| 673298 | 2015 BY334               | 17 gennaio 2015   | Pan-STARRS                |
| 673299 | 2015 BJ335               | 28 ottobre 2013   | Mount Lemmon Survey       |
| 673300 | 2015 BD338               | 17 gennaio 2015   | Pan-STARRS                |

## 673301–673400
| Nome   | Designazione provvisoria | Data di scoperta  | Scopritore                      |
| ------ | ------------------------ | ----------------- | ------------------------------- |
| 673301 | 2015 BP342               | 27 novembre 2013  | Pan-STARRS                      |
| 673302 | 2015 BV343               | 15 agosto 2013    | Pan-STARRS                      |
| 673303 | 2015 BM347               | 14 agosto 2001    | AMOS                            |
| 673304 | 2015 BB351               | 18 gennaio 2015   | Pan-STARRS                      |
| 673305 | 2015 BJ359               | 30 marzo 2011     | Pan-STARRS                      |
| 673306 | 2015 BC378               | 20 gennaio 2015   | Pan-STARRS                      |
| 673307 | 2015 BH378               | 3 ottobre 2013    | Pan-STARRS                      |
| 673308 | 2015 BQ381               | 20 gennaio 2015   | Pan-STARRS                      |
| 673309 | 2015 BV383               | 20 gennaio 2015   | Pan-STARRS                      |
| 673310 | 2015 BL384               | 8 agosto 2004     | W. Bickel                       |
| 673311 | 2015 BA385               | 20 gennaio 2015   | Pan-STARRS                      |
| 673312 | 2015 BV385               | 6 settembre 2013  | Spacewatch                      |
| 673313 | 2015 BA389               | 20 gennaio 2015   | Pan-STARRS                      |
| 673314 | 2015 BK389               | 2 dicembre 2005   | Mount Lemmon Survey             |
| 673315 | 2015 BV394               | 20 gennaio 2015   | Pan-STARRS                      |
| 673316 | 2015 BN397               | 4 maggio 2005     | Mount Lemmon Survey             |
| 673317 | 2015 BA401               | 3 settembre 2005  | NEAT                            |
| 673318 | 2015 BO401               | 13 settembre 2013 | CSS                             |
| 673319 | 2015 BP404               | 7 agosto 2008     | Spacewatch                      |
| 673320 | 2015 BG408               | 20 gennaio 2015   | Pan-STARRS                      |
| 673321 | 2015 BW410               | 20 gennaio 2015   | Pan-STARRS                      |
| 673322 | 2015 BT414               | 31 agosto 2005    | NEAT                            |
| 673323 | 2015 BB420               | 11 ottobre 2004   | L. H. Wasserman, J. R. Lovering |
| 673324 | 2015 BS422               | 3 settembre 2008  | Spacewatch                      |
| 673325 | 2015 BA425               | 24 agosto 2012    | CSS                             |
| 673326 | 2015 BB425               | 23 gennaio 2011   | Mount Lemmon Survey             |
| 673327 | 2015 BC427               | 20 gennaio 2015   | Pan-STARRS                      |
| 673328 | 2015 BM429               | 7 giugno 2003     | Spacewatch                      |
| 673329 | 2015 BH430               | 20 gennaio 2015   | Pan-STARRS                      |
| 673330 | 2015 BO431               | 3 ottobre 2013    | Pan-STARRS                      |
| 673331 | 2015 BF435               | 23 novembre 2006  | Mount Lemmon Survey             |
| 673332 | 2015 BT435               | 20 gennaio 2015   | Pan-STARRS                      |
| 673333 | 2015 BM436               | 20 gennaio 2015   | Pan-STARRS                      |
| 673334 | 2015 BN437               | 20 gennaio 2015   | Pan-STARRS                      |
| 673335 | 2015 BZ439               | 25 marzo 2006     | Mount Lemmon Survey             |
| 673336 | 2015 BD440               | 16 marzo 2005     | Spacewatch                      |
| 673337 | 2015 BW441               | 16 luglio 2004    | Cerro Tololo Obs.               |
| 673338 | 2015 BO445               | 20 gennaio 2015   | Pan-STARRS                      |
| 673339 | 2015 BU447               | 1 novembre 2013   | CSS                             |
| 673340 | 2015 BB448               | 2 novembre 2013   | Mount Lemmon Survey             |
| 673341 | 2015 BO448               | 20 gennaio 2015   | Pan-STARRS                      |
| 673342 | 2015 BR448               | 18 dicembre 2009  | Mount Lemmon Survey             |
| 673343 | 2015 BP449               | 14 agosto 2013    | Pan-STARRS                      |
| 673344 | 2015 BH451               | 10 settembre 2004 | Spacewatch                      |
| 673345 | 2015 BK451               | 28 ottobre 2013   | Mount Lemmon Survey             |
| 673346 | 2015 BU451               | 7 ottobre 2004    | Spacewatch                      |
| 673347 | 2015 BG458               | 18 aprile 2009    | Mount Lemmon Survey             |
| 673348 | 2015 BM459               | 1 aprile 2003     | M. W. Buie, A. B. Jordan        |
| 673349 | 2015 BU460               | 20 gennaio 2015   | Pan-STARRS                      |
| 673350 | 2015 BX462               | 20 gennaio 2015   | Pan-STARRS                      |
| 673351 | 2015 BY462               | 9 novembre 2013   | Pan-STARRS                      |
| 673352 | 2015 BS463               | 26 novembre 2005  | Spacewatch                      |
| 673353 | 2015 BR468               | 20 gennaio 2015   | Spacewatch                      |
| 673354 | 2015 BZ468               | 20 gennaio 2015   | Spacewatch                      |
| 673355 | 2015 BB476               | 20 gennaio 2015   | Pan-STARRS                      |
| 673356 | 2015 BH477               | 14 ottobre 2007   | Spacewatch                      |
| 673357 | 2015 BY478               | 20 gennaio 2015   | Pan-STARRS                      |
| 673358 | 2015 BG479               | 27 agosto 2013    | Pan-STARRS                      |
| 673359 | 2015 BK479               | 1 settembre 2013  | Pan-STARRS                      |
| 673360 | 2015 BH486               | 13 aprile 2011    | Spacewatch                      |
| 673361 | 2015 BO487               | 6 aprile 2011     | Mount Lemmon Survey             |
| 673362 | 2015 BK488               | 1 ottobre 2005    | Mount Lemmon Survey             |
| 673363 | 2015 BU494               | 3 ottobre 2013    | Pan-STARRS                      |
| 673364 | 2015 BU495               | 20 gennaio 2015   | Pan-STARRS                      |
| 673365 | 2015 BV497               | 20 gennaio 2015   | Pan-STARRS                      |
| 673366 | 2015 BR498               | 20 gennaio 2015   | Pan-STARRS                      |
| 673367 | 2015 BN502               | 1 luglio 2005     | Needville Obs.                  |
| 673368 | 2015 BH515               | 30 gennaio 2015   | Pan-STARRS                      |
| 673369 | 2015 BU520               | 23 gennaio 2015   | Pan-STARRS                      |
| 673370 | 2015 BC530               | 20 gennaio 2015   | Pan-STARRS                      |
| 673371 | 2015 BS532               | 25 gennaio 2015   | Pan-STARRS                      |
| 673372 | 2015 BO535               | 29 settembre 2005 | Mount Lemmon Survey             |
| 673373 | 2015 BN536               | 16 gennaio 2015   | Pan-STARRS                      |
| 673374 | 2015 BB539               | 17 gennaio 2015   | Mount Lemmon Survey             |
| 673375 | 2015 BC539               | 3 ottobre 2013    | Pan-STARRS                      |
| 673376 | 2015 BP544               | 16 febbraio 2015  | Pan-STARRS                      |
| 673377 | 2015 BH546               | 3 ottobre 2013    | Mount Lemmon Survey             |
| 673378 | 2015 BX547               | 7 dicembre 2005   | Spacewatch                      |
| 673379 | 2015 BB550               | 23 gennaio 2015   | Pan-STARRS                      |
| 673380 | 2015 BP551               | 23 gennaio 2015   | Pan-STARRS                      |
| 673381 | 2015 BZ553               | 7 ottobre 2005    | Spacewatch                      |
| 673382 | 2015 BL556               | 18 ottobre 2009   | Mount Lemmon Survey             |
| 673383 | 2015 BR557               | 6 marzo 2008      | Mount Lemmon Survey             |
| 673384 | 2015 BM559               | 18 agosto 2009    | Spacewatch                      |
| 673385 | 2015 BQ559               | 17 novembre 2009  | Mount Lemmon Survey             |
| 673386 | 2015 BT559               | 18 gennaio 2015   | Mount Lemmon Survey             |
| 673387 | 2015 BC564               | 5 settembre 1999  | Spacewatch                      |
| 673388 | 2015 BO564               | 4 novembre 2013   | Mount Lemmon Survey             |
| 673389 | 2015 BP565               | 1 marzo 2011      | Mount Lemmon Survey             |
| 673390 | 2015 BK570               | 20 settembre 2011 | Pan-STARRS                      |
| 673391 | 2015 BN573               | 20 gennaio 2015   | Pan-STARRS                      |
| 673392 | 2015 BS573               | 25 gennaio 2015   | Pan-STARRS                      |
| 673393 | 2015 BN574               | 28 gennaio 2015   | Pan-STARRS                      |
| 673394 | 2015 BG575               | 27 gennaio 2015   | Pan-STARRS                      |
| 673395 | 2015 BR575               | 16 gennaio 2015   | Pan-STARRS                      |
| 673396 | 2015 BV577               | 18 gennaio 2015   | Pan-STARRS                      |
| 673397 | 2015 BM580               | 20 gennaio 2015   | Pan-STARRS                      |
| 673398 | 2015 BA581               | 27 gennaio 2015   | Pan-STARRS                      |
| 673399 | 2015 BK581               | 27 gennaio 2015   | Pan-STARRS                      |
| 673400 | 2015 BZ584               | 10 novembre 2009  | Spacewatch                      |

## 673401–673500
| Nome   | Designazione provvisoria | Data di scoperta  | Scopritore          |
| ------ | ------------------------ | ----------------- | ------------------- |
| 673401 | 2015 BZ592               | 27 gennaio 2015   | Pan-STARRS          |
| 673402 | 2015 BA595               | 29 gennaio 2015   | Pan-STARRS          |
| 673403 | 2015 BP598               | 20 gennaio 2015   | Mount Lemmon Survey |
| 673404 | 2015 BS598               | 24 gennaio 2015   | Pan-STARRS          |
| 673405 | 2015 BZ598               | 20 gennaio 2015   | Pan-STARRS          |
| 673406 | 2015 BY599               | 21 gennaio 2015   | Pan-STARRS          |
| 673407 | 2015 BF600               | 29 gennaio 2015   | Pan-STARRS          |
| 673408 | 2015 BZ600               | 19 gennaio 2015   | R. Holmes           |
| 673409 | 2015 BO601               | 28 gennaio 2015   | Pan-STARRS          |
| 673410 | 2015 BQ601               | 28 gennaio 2015   | Pan-STARRS          |
| 673411 | 2015 BR601               | 20 gennaio 2015   | Mount Lemmon Survey |
| 673412 | 2015 BV601               | 26 gennaio 2015   | Pan-STARRS          |
| 673413 | 2015 BW601               | 27 gennaio 2015   | Pan-STARRS          |
| 673414 | 2015 BB602               | 28 gennaio 2015   | Pan-STARRS          |
| 673415 | 2015 BL603               | 28 gennaio 2015   | Pan-STARRS          |
| 673416 | 2015 BW603               | 17 gennaio 2015   | Pan-STARRS          |
| 673417 | 2015 BR604               | 24 settembre 2008 | Mount Lemmon Survey |
| 673418 | 2015 BZ604               | 17 gennaio 2015   | Pan-STARRS          |
| 673419 | 2015 BT612               | 19 gennaio 2015   | Pan-STARRS          |
| 673420 | 2015 BS613               | 21 gennaio 2015   | Pan-STARRS          |
| 673421 | 2015 BQ614               | 28 gennaio 2015   | Pan-STARRS          |
| 673422 | 2015 CE                  | 26 dicembre 2014  | Pan-STARRS          |
| 673423 | 2015 CN2                 | 21 dicembre 2014  | Pan-STARRS          |
| 673424 | 2015 CU2                 | 12 marzo 2002     | NEAT                |
| 673425 | 2015 CG4                 | 3 ottobre 2013    | Pan-STARRS          |
| 673426 | 2015 CQ4                 | 23 gennaio 2015   | Pan-STARRS          |
| 673427 | 2015 CM5                 | 29 settembre 2009 | Mount Lemmon Survey |
| 673428 | 2015 CD6                 | 26 dicembre 2014  | Pan-STARRS          |
| 673429 | 2015 CC7                 | 5 settembre 2008  | Spacewatch          |
| 673430 | 2015 CM7                 | 22 gennaio 2015   | Pan-STARRS          |
| 673431 | 2015 CL8                 | 8 febbraio 2015   | Mount Lemmon Survey |
| 673432 | 2015 CX9                 | 28 ottobre 2005   | Mount Lemmon Survey |
| 673433 | 2015 CF12                | 18 gennaio 2004   | NEAT                |
| 673434 | 2015 CH16                | 18 dicembre 2014  | Pan-STARRS          |
| 673435 | 2015 CZ16                | 16 marzo 2007     | Mount Lemmon Survey |
| 673436 | 2015 CX19                | 3 marzo 2000      | SDSS Collaboration  |
| 673437 | 2015 CO20                | 15 agosto 2013    | Pan-STARRS          |
| 673438 | 2015 CP24                | 27 gennaio 2011   | Mount Lemmon Survey |
| 673439 | 2015 CR27                | 24 settembre 2012 | Mount Lemmon Survey |
| 673440 | 2015 CT27                | 7 agosto 2008     | Spacewatch          |
| 673441 | 2015 CL28                | 30 gennaio 2011   | Mount Lemmon Survey |
| 673442 | 2015 CL29                | 30 luglio 2008    | Mount Lemmon Survey |
| 673443 | 2015 CG31                | 3 ottobre 2013    | Pan-STARRS          |
| 673444 | 2015 CC33                | 19 gennaio 2015   | Pan-STARRS          |
| 673445 | 2015 CC37                | 17 gennaio 2015   | Pan-STARRS          |
| 673446 | 2015 CS38                | 17 gennaio 2015   | Pan-STARRS          |
| 673447 | 2015 CC40                | 16 settembre 2009 | Spacewatch          |
| 673448 | 2015 CG41                | 7 febbraio 2015   | Mount Lemmon Survey |
| 673449 | 2015 CO41                | 15 agosto 2009    | CSS                 |
| 673450 | 2015 CX41                | 1 aprile 2011     | Mount Lemmon Survey |
| 673451 | 2015 CV49                | 4 marzo 2008      | Mount Lemmon Survey |
| 673452 | 2015 CG50                | 28 agosto 2006    | Spacewatch          |
| 673453 | 2015 CL53                | 19 gennaio 2015   | Pan-STARRS          |
| 673454 | 2015 CO57                | 22 maggio 2011    | Mount Lemmon Survey |
| 673455 | 2015 CY67                | 16 gennaio 2015   | Pan-STARRS          |
| 673456 | 2015 CK73                | 14 febbraio 2015  | Mount Lemmon Survey |
| 673457 | 2015 CH74                | 15 febbraio 2015  | Pan-STARRS          |
| 673458 | 2015 DO3                 | 30 gennaio 2004   | Spacewatch          |
| 673459 | 2015 DT4                 | 24 gennaio 2015   | Mount Lemmon Survey |
| 673460 | 2015 DR6                 | 23 ottobre 2009   | Mount Lemmon Survey |
| 673461 | 2015 DM9                 | 29 dicembre 2014  | Mount Lemmon Survey |
| 673462 | 2015 DL10                | 8 novembre 2009   | Mount Lemmon Survey |
| 673463 | 2015 DC13                | 7 febbraio 2011   | Mount Lemmon Survey |
| 673464 | 2015 DG14                | 9 marzo 2011      | Mount Lemmon Survey |
| 673465 | 2015 DH18                | 25 ottobre 2013   | Spacewatch          |
| 673466 | 2015 DL21                | 24 gennaio 2015   | Mount Lemmon Survey |
| 673467 | 2015 DT23                | 10 febbraio 2008  | Spacewatch          |
| 673468 | 2015 DX27                | 27 novembre 2014  | Pan-STARRS          |
| 673469 | 2015 DX31                | 3 settembre 2008  | Spacewatch          |
| 673470 | 2015 DR34                | 16 febbraio 2015  | Pan-STARRS          |
| 673471 | 2015 DC37                | 7 febbraio 2011   | Mount Lemmon Survey |
| 673472 | 2015 DQ43                | 21 gennaio 2015   | Pan-STARRS          |
| 673473 | 2015 DN47                | 27 aprile 2011    | Spacewatch          |
| 673474 | 2015 DA53                | 12 giugno 2011    | Mount Lemmon Survey |
| 673475 | 2015 DB53                | 28 ottobre 2005   | Spacewatch          |
| 673476 | 2015 DK54                | 26 dicembre 2014  | Pan-STARRS          |
| 673477 | 2015 DH56                | 14 settembre 2013 | Pan-STARRS          |
| 673478 | 2015 DO56                | 27 luglio 2009    | Spacewatch          |
| 673479 | 2015 DG57                | 22 ottobre 2003   | LINEAR              |
| 673480 | 2015 DF59                | 27 novembre 2009  | Spacewatch          |
| 673481 | 2015 DU60                | 1 febbraio 2006   | Mount Lemmon Survey |
| 673482 | 2015 DU62                | 3 ottobre 2013    | Pan-STARRS          |
| 673483 | 2015 DM64                | 25 ottobre 2013   | Mount Lemmon Survey |
| 673484 | 2015 DK65                | 19 novembre 2006  | Spacewatch          |
| 673485 | 2015 DB67                | 4 settembre 2008  | Spacewatch          |
| 673486 | 2015 DK68                | 22 gennaio 2015   | Pan-STARRS          |
| 673487 | 2015 DR70                | 3 marzo 2006      | Spacewatch          |
| 673488 | 2015 DE75                | 5 aprile 2011     | Spacewatch          |
| 673489 | 2015 DB76                | 16 gennaio 2015   | Pan-STARRS          |
| 673490 | 2015 DO78                | 20 gennaio 2015   | Pan-STARRS          |
| 673491 | 2015 DM81                | 16 febbraio 2015  | Pan-STARRS          |
| 673492 | 2015 DR83                | 6 aprile 2011     | Mount Lemmon Survey |
| 673493 | 2015 DC86                | 13 febbraio 2002  | Spacewatch          |
| 673494 | 2015 DD86                | 15 agosto 2009    | Spacewatch          |
| 673495 | 2015 DX86                | 27 gennaio 2015   | Pan-STARRS          |
| 673496 | 2015 DL91                | 25 marzo 2011     | Spacewatch          |
| 673497 | 2015 DR91                | 30 gennaio 2006   | Spacewatch          |
| 673498 | 2015 DM94                | 13 ottobre 2013   | Mount Lemmon Survey |
| 673499 | 2015 DK96                | 13 agosto 2012    | Pan-STARRS          |
| 673500 | 2015 DS97                | 29 settembre 2008 | Mount Lemmon Survey |

## 673501–673600
| Nome   | Designazione provvisoria | Data di scoperta  | Scopritore                   |
| ------ | ------------------------ | ----------------- | ---------------------------- |
| 673501 | 2015 DZ98                | 19 gennaio 2007   | Osservatorio di Mauna Kea    |
| 673502 | 2015 DM99                | 16 febbraio 2015  | Pan-STARRS                   |
| 673503 | 2015 DE101               | 16 maggio 2009    | Spacewatch                   |
| 673504 | 2015 DE102               | 20 gennaio 2015   | Mount Lemmon Survey          |
| 673505 | 2015 DU103               | 22 settembre 2009 | Spacewatch                   |
| 673506 | 2015 DV106               | 15 settembre 2013 | CSS                          |
| 673507 | 2015 DW107               | 20 gennaio 2015   | Mount Lemmon Survey          |
| 673508 | 2015 DA110               | 27 gennaio 2015   | Pan-STARRS                   |
| 673509 | 2015 DF110               | 29 gennaio 2015   | Pan-STARRS                   |
| 673510 | 2015 DN110               | 14 ottobre 2009   | CSS                          |
| 673511 | 2015 DY110               | 15 gennaio 2015   | Pan-STARRS                   |
| 673512 | 2015 DN112               | 16 agosto 2004    | SSS                          |
| 673513 | 2015 DE114               | 18 dicembre 2014  | Pan-STARRS                   |
| 673514 | 2015 DT114               | 22 novembre 2014  | Mount Lemmon Survey          |
| 673515 | 2015 DE115               | 9 novembre 2013   | Mount Lemmon Survey          |
| 673516 | 2015 DY119               | 20 aprile 2012    | Mount Lemmon Survey          |
| 673517 | 2015 DN121               | 23 aprile 1998    | Spacewatch                   |
| 673518 | 2015 DG123               | 29 dicembre 2014  | Pan-STARRS                   |
| 673519 | 2015 DK133               | 26 ottobre 2013   | Mount Lemmon Survey          |
| 673520 | 2015 DO133               | 27 settembre 2012 | Pan-STARRS                   |
| 673521 | 2015 DZ136               | 5 dicembre 2012   | M. Schwartz, P. R. Holvorcem |
| 673522 | 2015 DD137               | 5 ottobre 2013    | Pan-STARRS                   |
| 673523 | 2015 DL137               | 9 novembre 2013   | CSS                          |
| 673524 | 2015 DL138               | 27 febbraio 2000  | Spacewatch                   |
| 673525 | 2015 DU141               | 9 novembre 2007   | Spacewatch                   |
| 673526 | 2015 DJ142               | 27 ottobre 2005   | Spacewatch                   |
| 673527 | 2015 DV142               | 19 gennaio 2015   | Pan-STARRS                   |
| 673528 | 2015 DM148               | 21 agosto 2007    | LONEOS                       |
| 673529 | 2015 DY150               | 31 luglio 2001    | NEAT                         |
| 673530 | 2015 DG151               | 4 ottobre 2013    | Mount Lemmon Survey          |
| 673531 | 2015 DS151               | 18 febbraio 2015  | Mount Lemmon Survey          |
| 673532 | 2015 DT151               | 25 aprile 2000    | Spacewatch                   |
| 673533 | 2015 DG153               | 5 giugno 2011     | Mount Lemmon Survey          |
| 673534 | 2015 DD154               | 14 ottobre 2013   | Spacewatch                   |
| 673535 | 2015 DO154               | 17 dicembre 2009  | Mount Lemmon Survey          |
| 673536 | 2015 DW155               | 23 gennaio 2015   | Pan-STARRS                   |
| 673537 | 2015 DK157               | 20 novembre 2014  | Mount Lemmon Survey          |
| 673538 | 2015 DS157               | 18 febbraio 2015  | Mount Lemmon Survey          |
| 673539 | 2015 DK163               | 3 marzo 2006      | Spacewatch                   |
| 673540 | 2015 DU168               | 25 novembre 2009  | Mount Lemmon Survey          |
| 673541 | 2015 DV168               | 25 settembre 2009 | CSS                          |
| 673542 | 2015 DX168               | 31 ottobre 2013   | Mount Lemmon Survey          |
| 673543 | 2015 DO170               | 19 febbraio 2015  | Pan-STARRS                   |
| 673544 | 2015 DW170               | 2 dicembre 2014   | Pan-STARRS                   |
| 673545 | 2015 DC172               | 11 marzo 2011     | Spacewatch                   |
| 673546 | 2015 DS172               | 30 settembre 2005 | Mount Lemmon Survey          |
| 673547 | 2015 DY174               | 19 febbraio 2015  | Pan-STARRS                   |
| 673548 | 2015 DN176               | 14 gennaio 2002   | Spacewatch                   |
| 673549 | 2015 DR177               | 25 febbraio 2011  | CSS                          |
| 673550 | 2015 DN180               | 27 maggio 2008    | Mount Lemmon Survey          |
| 673551 | 2015 DU181               | 8 ottobre 2013    | Mount Lemmon Survey          |
| 673552 | 2015 DW181               | 27 gennaio 2015   | Pan-STARRS                   |
| 673553 | 2015 DN182               | 14 febbraio 2015  | Mount Lemmon Survey          |
| 673554 | 2015 DQ182               | 14 settembre 2004 | NEAT                         |
| 673555 | 2015 DD183               | 17 gennaio 2015   | Pan-STARRS                   |
| 673556 | 2015 DK183               | 12 settembre 2007 | CSS                          |
| 673557 | 2015 DQ183               | 20 febbraio 2015  | Pan-STARRS                   |
| 673558 | 2015 DC185               | 21 aprile 2011    | Pan-STARRS                   |
| 673559 | 2015 DK188               | 27 gennaio 2015   | Pan-STARRS                   |
| 673560 | 2015 DH191               | 15 ottobre 2012   | Mount Lemmon Survey          |
| 673561 | 2015 DT192               | 18 gennaio 2015   | Spacewatch                   |
| 673562 | 2015 DX192               | 27 dicembre 2014  | Pan-STARRS                   |
| 673563 | 2015 DC193               | 27 gennaio 2015   | Pan-STARRS                   |
| 673564 | 2015 DW195               | 22 settembre 2009 | Mount Lemmon Survey          |
| 673565 | 2015 DY197               | 26 novembre 2013  | Pan-STARRS                   |
| 673566 | 2015 DE200               | 24 febbraio 2015  | Pan-STARRS                   |
| 673567 | 2015 DV200               | 23 febbraio 2007  | Mount Lemmon Survey          |
| 673568 | 2015 DS202               | 23 gennaio 2015   | Pan-STARRS                   |
| 673569 | 2015 DM203               | 3 ottobre 2013    | Pan-STARRS                   |
| 673570 | 2015 DJ205               | 26 febbraio 2008  | Mount Lemmon Survey          |
| 673571 | 2015 DB206               | 2 febbraio 2005   | Spacewatch                   |
| 673572 | 2015 DE207               | 23 gennaio 2015   | Pan-STARRS                   |
| 673573 | 2015 DV207               | 28 gennaio 2015   | Pan-STARRS                   |
| 673574 | 2015 DJ209               | 28 gennaio 2015   | Pan-STARRS                   |
| 673575 | 2015 DB214               | 24 ottobre 2013   | Mount Lemmon Survey          |
| 673576 | 2015 DH222               | 25 febbraio 2006  | Spacewatch                   |
| 673577 | 2015 DR222               | 25 marzo 2006     | Mount Lemmon Survey          |
| 673578 | 2015 DY222               | 24 gennaio 2015   | Mount Lemmon Survey          |
| 673579 | 2015 DB224               | 2 marzo 2011      | CSS                          |
| 673580 | 2015 DR227               | 19 febbraio 2015  | Pan-STARRS                   |
| 673581 | 2015 DD232               | 16 febbraio 2015  | Pan-STARRS                   |
| 673582 | 2015 DE232               | 6 ottobre 2008    | Mount Lemmon Survey          |
| 673583 | 2015 DX237               | 23 gennaio 2015   | Pan-STARRS                   |
| 673584 | 2015 DR238               | 20 gennaio 2015   | Pan-STARRS                   |
| 673585 | 2015 DC240               | 22 gennaio 2015   | Pan-STARRS                   |
| 673586 | 2015 DV241               | 18 febbraio 2015  | Pan-STARRS                   |
| 673587 | 2015 DA244               | 4 marzo 2011      | Spacewatch                   |
| 673588 | 2015 DB248               | 23 gennaio 2015   | Pan-STARRS                   |
| 673589 | 2015 DX248               | 17 febbraio 2015  | CTIO-DECam                   |
| 673590 | 2015 DK251               | 24 febbraio 2015  | Pan-STARRS                   |
| 673591 | 2015 DO251               | 17 febbraio 2015  | Pan-STARRS                   |
| 673592 | 2015 DE252               | 20 febbraio 2015  | Pan-STARRS                   |
| 673593 | 2015 DQ256               | 20 febbraio 2015  | Pan-STARRS                   |
| 673594 | 2015 DS257               | 23 febbraio 2015  | Pan-STARRS                   |
| 673595 | 2015 DZ266               | 17 febbraio 2015  | Pan-STARRS                   |
| 673596 | 2015 DC267               | 16 febbraio 2015  | Pan-STARRS                   |
| 673597 | 2015 DW267               | 16 febbraio 2015  | Pan-STARRS                   |
| 673598 | 2015 DM268               | 23 febbraio 2015  | Pan-STARRS                   |
| 673599 | 2015 DV268               | 17 febbraio 2015  | Pan-STARRS                   |
| 673600 | 2015 DM270               | 17 febbraio 2015  | Pan-STARRS                   |

## 673601–673700
| Nome   | Designazione provvisoria | Data di scoperta  | Scopritore                  |
| ------ | ------------------------ | ----------------- | --------------------------- |
| 673601 | 2015 DN270               | 18 febbraio 2015  | Pan-STARRS                  |
| 673602 | 2015 DT270               | 16 febbraio 2015  | Pan-STARRS                  |
| 673603 | 2015 DU270               | 23 febbraio 2015  | Pan-STARRS                  |
| 673604 | 2015 DZ276               | 23 febbraio 2015  | Pan-STARRS                  |
| 673605 | 2015 DM277               | 20 febbraio 2015  | Pan-STARRS                  |
| 673606 | 2015 DO280               | 16 febbraio 2015  | Pan-STARRS                  |
| 673607 | 2015 DQ280               | 27 febbraio 2015  | Pan-STARRS                  |
| 673608 | 2015 DH281               | 16 febbraio 2015  | Pan-STARRS                  |
| 673609 | 2015 DX295               | 25 febbraio 2015  | Pan-STARRS                  |
| 673610 | 2015 DS297               | 19 febbraio 2015  | Pan-STARRS                  |
| 673611 | 2015 DQ304               | 16 febbraio 2015  | Pan-STARRS                  |
| 673612 | 2015 DY306               | 17 febbraio 2015  | Pan-STARRS                  |
| 673613 | 2015 ED                  | 13 aprile 2002    | NEAT                        |
| 673614 | 2015 EE2                 | 11 febbraio 2015  | Spacewatch                  |
| 673615 | 2015 EF3                 | 27 ottobre 2005   | Mount Lemmon Survey         |
| 673616 | 2015 EM3                 | 17 agosto 2012    | Pan-STARRS                  |
| 673617 | 2015 EL4                 | 6 marzo 2002      | NEAT                        |
| 673618 | 2015 EP4                 | 31 ottobre 2013   | Spacewatch                  |
| 673619 | 2015 EL5                 | 4 ottobre 2004    | NEAT                        |
| 673620 | 2015 EO5                 | 23 gennaio 2015   | Pan-STARRS                  |
| 673621 | 2015 EQ5                 | 29 agosto 2013    | Pan-STARRS                  |
| 673622 | 2015 EP6                 | 20 novembre 2011  | T. V. Kryachko, B. Satovski |
| 673623 | 2015 EW7                 | 21 marzo 2002     | Spacewatch                  |
| 673624 | 2015 ED13                | 23 gennaio 2015   | Pan-STARRS                  |
| 673625 | 2015 EV13                | 23 gennaio 2011   | Mount Lemmon Survey         |
| 673626 | 2015 EM15                | 22 gennaio 2015   | Pan-STARRS                  |
| 673627 | 2015 EU15                | 12 febbraio 2015  | Pan-STARRS                  |
| 673628 | 2015 EG16                | 25 gennaio 2015   | Pan-STARRS                  |
| 673629 | 2015 EH17                | 28 marzo 2011     | Mount Lemmon Survey         |
| 673630 | 2015 EX19                | 18 settembre 2006 | CSS                         |
| 673631 | 2015 EL25                | 1 luglio 2008     | Spacewatch                  |
| 673632 | 2015 EB26                | 21 gennaio 2015   | Pan-STARRS                  |
| 673633 | 2015 EM26                | 15 aprile 2008    | Mount Lemmon Survey         |
| 673634 | 2015 ED29                | 24 ottobre 2013   | Mount Lemmon Survey         |
| 673635 | 2015 EJ34                | 25 aprile 2003    | Spacewatch                  |
| 673636 | 2015 EN36                | 19 marzo 2001     | Spacewatch                  |
| 673637 | 2015 EO36                | 14 agosto 2012    | Pan-STARRS                  |
| 673638 | 2015 EE38                | 9 novembre 2013   | Mount Lemmon Survey         |
| 673639 | 2015 ES40                | 17 febbraio 2015  | Pan-STARRS                  |
| 673640 | 2015 EE41                | 15 febbraio 2015  | Pan-STARRS                  |
| 673641 | 2015 ED44                | 20 febbraio 2015  | Pan-STARRS                  |
| 673642 | 2015 EM49                | 13 agosto 2012    | Spacewatch                  |
| 673643 | 2015 EQ49                | 17 agosto 2009    | Spacewatch                  |
| 673644 | 2015 EZ50                | 17 dicembre 2009  | Mount Lemmon Survey         |
| 673645 | 2015 EK54                | 11 febbraio 2015  | Spacewatch                  |
| 673646 | 2015 EX58                | 21 gennaio 2009   | CSS                         |
| 673647 | 2015 EC60                | 25 ottobre 2005   | Spacewatch                  |
| 673648 | 2015 EX63                | 20 marzo 2015     | Pan-STARRS                  |
| 673649 | 2015 EW64                | 5 aprile 2010     | C. Rinner, F. Kugel         |
| 673650 | 2015 EX65                | 26 ottobre 2009   | Mount Lemmon Survey         |
| 673651 | 2015 EB67                | 24 aprile 2007    | Spacewatch                  |
| 673652 | 2015 ER67                | 21 ottobre 1995   | Spacewatch                  |
| 673653 | 2015 EG70                | 2 marzo 2006      | Spacewatch                  |
| 673654 | 2015 ET73                | 26 gennaio 2015   | Pan-STARRS                  |
| 673655 | 2015 EZ73                | 13 marzo 2011     | Mount Lemmon Survey         |
| 673656 | 2015 EE74                | 16 gennaio 2015   | Pan-STARRS                  |
| 673657 | 2015 EU74                | 14 marzo 2015     | CSS                         |
| 673658 | 2015 EX74                | 2 gennaio 2012    | Mount Lemmon Survey         |
| 673659 | 2015 EV75                | 31 agosto 2017    | Pan-STARRS                  |
| 673660 | 2015 ED76                | 13 marzo 2015     | Mount Lemmon Survey         |
| 673661 | 2015 EO77                | 10 marzo 2015     | Mount Lemmon Survey         |
| 673662 | 2015 FR3                 | 16 settembre 2009 | Spacewatch                  |
| 673663 | 2015 FC10                | 13 dicembre 2013  | Mount Lemmon Survey         |
| 673664 | 2015 FL10                | 18 febbraio 2015  | Pan-STARRS                  |
| 673665 | 2015 FP14                | 9 ottobre 2013    | Mount Lemmon Survey         |
| 673666 | 2015 FX19                | 16 novembre 2009  | Mount Lemmon Survey         |
| 673667 | 2015 FX20                | 14 dicembre 2003  | Spacewatch                  |
| 673668 | 2015 FX23                | 16 marzo 2015     | Pan-STARRS                  |
| 673669 | 2015 FA24                | 9 novembre 2013   | CSS                         |
| 673670 | 2015 FN24                | 6 maggio 2011     | Spacewatch                  |
| 673671 | 2015 FD27                | 23 febbraio 2015  | Pan-STARRS                  |
| 673672 | 2015 FT28                | 16 marzo 2015     | Pan-STARRS                  |
| 673673 | 2015 FC31                | 10 novembre 2013  | Mount Lemmon Survey         |
| 673674 | 2015 FD31                | 10 marzo 2015     | Mount Lemmon Survey         |
| 673675 | 2015 FM34                | 18 marzo 2015     | Pan-STARRS                  |
| 673676 | 2015 FQ34                | 24 ottobre 2009   | Mount Lemmon Survey         |
| 673677 | 2015 FF37                | 21 marzo 2015     | Pan-STARRS                  |
| 673678 | 2015 FN37                | 16 febbraio 2015  | Pan-STARRS                  |
| 673679 | 2015 FT37                | 5 gennaio 2006    | Mount Lemmon Survey         |
| 673680 | 2015 FL44                | 12 settembre 2007 | Mount Lemmon Survey         |
| 673681 | 2015 FE45                | 28 settembre 2009 | Mount Lemmon Survey         |
| 673682 | 2015 FJ46                | 12 maggio 2005    | Mount Lemmon Survey         |
| 673683 | 2015 FR51                | 16 gennaio 2015   | Pan-STARRS                  |
| 673684 | 2015 FC55                | 2 dicembre 2014   | Pan-STARRS                  |
| 673685 | 2015 FG55                | 21 gennaio 2015   | Pan-STARRS                  |
| 673686 | 2015 FR55                | 2 dicembre 2014   | Pan-STARRS                  |
| 673687 | 2015 FQ58                | 18 gennaio 2015   | Pan-STARRS                  |
| 673688 | 2015 FR59                | 5 ottobre 2013    | Pan-STARRS                  |
| 673689 | 2015 FH61                | 26 gennaio 2015   | Pan-STARRS                  |
| 673690 | 2015 FG64                | 7 gennaio 2014    | Spacewatch                  |
| 673691 | 2015 FB65                | 18 marzo 2015     | Pan-STARRS                  |
| 673692 | 2015 FB67                | 22 gennaio 2015   | Pan-STARRS                  |
| 673693 | 2015 FJ68                | 25 maggio 2007    | Mount Lemmon Survey         |
| 673694 | 2015 FJ73                | 17 marzo 2015     | Pan-STARRS                  |
| 673695 | 2015 FY77                | 18 marzo 2015     | Pan-STARRS                  |
| 673696 | 2015 FN79                | 31 marzo 2011     | Pan-STARRS                  |
| 673697 | 2015 FR79                | 28 novembre 2013  | Pan-STARRS                  |
| 673698 | 2015 FJ88                | 23 gennaio 2015   | Pan-STARRS                  |
| 673699 | 2015 FF91                | 15 settembre 2013 | Mount Lemmon Survey         |
| 673700 | 2015 FL91                | 12 maggio 2011    | Mount Lemmon Survey         |

## 673701–673800
| Nome   | Designazione provvisoria | Data di scoperta  | Scopritore                  |
| ------ | ------------------------ | ----------------- | --------------------------- |
| 673701 | 2015 FE99                | 20 gennaio 2015   | Pan-STARRS                  |
| 673702 | 2015 FR99                | 12 agosto 2012    | Pan-STARRS                  |
| 673703 | 2015 FQ100               | 4 novembre 2004   | CSS                         |
| 673704 | 2015 FH103               | 11 gennaio 2010   | Mount Lemmon Survey         |
| 673705 | 2015 FJ105               | 26 agosto 2012    | Pan-STARRS                  |
| 673706 | 2015 FK105               | 20 marzo 2015     | Pan-STARRS                  |
| 673707 | 2015 FL105               | 9 ottobre 2012    | Mount Lemmon Survey         |
| 673708 | 2015 FV106               | 18 marzo 2007     | Spacewatch                  |
| 673709 | 2015 FG107               | 3 dicembre 2005   | Osservatorio di Mauna Kea   |
| 673710 | 2015 FD112               | 20 marzo 2015     | Pan-STARRS                  |
| 673711 | 2015 FP113               | 20 gennaio 2015   | Pan-STARRS                  |
| 673712 | 2015 FK117               | 19 gennaio 2015   | CSS                         |
| 673713 | 2015 FQ117               | 22 marzo 2015     | Pan-STARRS                  |
| 673714 | 2015 FZ120               | 16 febbraio 2015  | Pan-STARRS                  |
| 673715 | 2015 FY121               | 23 gennaio 2015   | Pan-STARRS                  |
| 673716 | 2015 FY122               | 6 aprile 2011     | Mount Lemmon Survey         |
| 673717 | 2015 FU125               | 23 gennaio 2015   | Pan-STARRS                  |
| 673718 | 2015 FZ125               | 17 gennaio 2015   | Pan-STARRS                  |
| 673719 | 2015 FJ129               | 5 novembre 2005   | Mount Lemmon Survey         |
| 673720 | 2015 FA131               | 10 maggio 2003    | Spacewatch                  |
| 673721 | 2015 FP131               | 15 marzo 2011     | Mount Lemmon Survey         |
| 673722 | 2015 FN133               | 15 gennaio 2015   | Pan-STARRS                  |
| 673723 | 2015 FA144               | 21 marzo 2015     | Pan-STARRS                  |
| 673724 | 2015 FD146               | 23 gennaio 2015   | Pan-STARRS                  |
| 673725 | 2015 FB148               | 3 settembre 2008  | Spacewatch                  |
| 673726 | 2015 FW154               | 21 marzo 2015     | Pan-STARRS                  |
| 673727 | 2015 FE157               | 21 marzo 2015     | Pan-STARRS                  |
| 673728 | 2015 FZ158               | 30 ottobre 2006   | Mount Lemmon Survey         |
| 673729 | 2015 FZ159               | 4 dicembre 2013   | Pan-STARRS                  |
| 673730 | 2015 FG160               | 23 gennaio 2015   | Pan-STARRS                  |
| 673731 | 2015 FF166               | 10 agosto 2007    | Spacewatch                  |
| 673732 | 2015 FJ166               | 15 settembre 2009 | Spacewatch                  |
| 673733 | 2015 FJ168               | 21 febbraio 2007  | L. H. Wasserman             |
| 673734 | 2015 FE169               | 23 gennaio 2015   | Pan-STARRS                  |
| 673735 | 2015 FU174               | 21 marzo 2015     | Pan-STARRS                  |
| 673736 | 2015 FV178               | 23 agosto 2008    | Longa-Pena, P., Vasquez, J. |
| 673737 | 2015 FJ182               | 18 dicembre 2009  | Mount Lemmon Survey         |
| 673738 | 2015 FV183               | 9 settembre 2007  | Spacewatch                  |
| 673739 | 2015 FX183               | 22 marzo 2015     | Mount Lemmon Survey         |
| 673740 | 2015 FH188               | 31 ottobre 2013   | Spacewatch                  |
| 673741 | 2015 FW189               | 19 luglio 2012    | T. V. Kryachko, B. Satovski |
| 673742 | 2015 FZ193               | 12 agosto 2012    | Spacewatch                  |
| 673743 | 2015 FV194               | 16 febbraio 2015  | Pan-STARRS                  |
| 673744 | 2015 FF195               | 19 gennaio 2015   | Pan-STARRS                  |
| 673745 | 2015 FV197               | 10 gennaio 2010   | Spacewatch                  |
| 673746 | 2015 FT200               | 7 settembre 2008  | Mount Lemmon Survey         |
| 673747 | 2015 FB206               | 15 marzo 2012     | Spacewatch                  |
| 673748 | 2015 FJ206               | 16 settembre 2009 | Spacewatch                  |
| 673749 | 2015 FM208               | 22 aprile 2004    | Spacewatch                  |
| 673750 | 2015 FQ210               | 28 maggio 2011    | Mount Lemmon Survey         |
| 673751 | 2015 FQ211               | 28 settembre 2009 | Mount Lemmon Survey         |
| 673752 | 2015 FO212               | 21 ottobre 2012   | Pan-STARRS                  |
| 673753 | 2015 FH213               | 28 novembre 2013  | Mount Lemmon Survey         |
| 673754 | 2015 FN214               | 21 novembre 2008  | Mount Lemmon Survey         |
| 673755 | 2015 FQ216               | 2 maggio 2003     | Spacewatch                  |
| 673756 | 2015 FS219               | 16 marzo 2015     | Mount Lemmon Survey         |
| 673757 | 2015 FK220               | 8 novembre 2013   | Spacewatch                  |
| 673758 | 2015 FZ221               | 21 gennaio 2015   | Pan-STARRS                  |
| 673759 | 2015 FG222               | 23 marzo 2015     | Pan-STARRS                  |
| 673760 | 2015 FO223               | 6 novembre 2013   | Spacewatch                  |
| 673761 | 2015 FP223               | 23 marzo 2015     | Pan-STARRS                  |
| 673762 | 2015 FG225               | 23 marzo 2015     | Pan-STARRS                  |
| 673763 | 2015 FR227               | 23 marzo 2015     | Pan-STARRS                  |
| 673764 | 2015 FC228               | 22 aprile 2007    | Mount Lemmon Survey         |
| 673765 | 2015 FC229               | 26 marzo 2007     | Spacewatch                  |
| 673766 | 2015 FD230               | 6 settembre 1996  | Spacewatch                  |
| 673767 | 2015 FE232               | 23 aprile 2011    | Pan-STARRS                  |
| 673768 | 2015 FG234               | 5 novembre 2005   | Mount Lemmon Survey         |
| 673769 | 2015 FU234               | 25 settembre 2009 | Spacewatch                  |
| 673770 | 2015 FN239               | 21 gennaio 2015   | Pan-STARRS                  |
| 673771 | 2015 FB240               | 18 febbraio 2015  | Pan-STARRS                  |
| 673772 | 2015 FX240               | 17 agosto 2012    | Pan-STARRS                  |
| 673773 | 2015 FR243               | 23 marzo 2015     | Pan-STARRS                  |
| 673774 | 2015 FY245               | 10 gennaio 2010   | Spacewatch                  |
| 673775 | 2015 FG246               | 1 luglio 2011     | Mount Lemmon Survey         |
| 673776 | 2015 FA247               | 31 dicembre 2013  | Mount Lemmon Survey         |
| 673777 | 2015 FW247               | 23 marzo 2015     | Pan-STARRS                  |
| 673778 | 2015 FQ249               | 23 marzo 2015     | Pan-STARRS                  |
| 673779 | 2015 FJ250               | 16 febbraio 2015  | Pan-STARRS                  |
| 673780 | 2015 FN250               | 5 aprile 2008     | Mount Lemmon Survey         |
| 673781 | 2015 FZ251               | 17 settembre 2012 | Mount Lemmon Survey         |
| 673782 | 2015 FV257               | 20 ottobre 1995   | Spacewatch                  |
| 673783 | 2015 FF258               | 10 agosto 2007    | Spacewatch                  |
| 673784 | 2015 FW259               | 24 marzo 2015     | Pan-STARRS                  |
| 673785 | 2015 FQ260               | 15 dicembre 2009  | Mount Lemmon Survey         |
| 673786 | 2015 FM261               | 12 novembre 2013  | Spacewatch                  |
| 673787 | 2015 FT262               | 4 febbraio 2006   | Spacewatch                  |
| 673788 | 2015 FL264               | 21 gennaio 2015   | Pan-STARRS                  |
| 673789 | 2015 FE265               | 16 febbraio 2015  | Pan-STARRS                  |
| 673790 | 2015 FN273               | 21 gennaio 2015   | Pan-STARRS                  |
| 673791 | 2015 FB274               | 24 gennaio 2015   | Mount Lemmon Survey         |
| 673792 | 2015 FP274               | 7 gennaio 2010    | Mount Lemmon Survey         |
| 673793 | 2015 FW276               | 29 dicembre 2014  | Pan-STARRS                  |
| 673794 | 2015 FT280               | 13 maggio 2011    | Spacewatch                  |
| 673795 | 2015 FS281               | 25 gennaio 2015   | Pan-STARRS                  |
| 673796 | 2015 FP282               | 18 febbraio 2015  | Pan-STARRS                  |
| 673797 | 2015 FT285               | 23 gennaio 2015   | Pan-STARRS                  |
| 673798 | 2015 FN286               | 25 giugno 2011    | Spacewatch                  |
| 673799 | 2015 FW286               | 26 marzo 2011     | Pan-STARRS                  |
| 673800 | 2015 FL288               | 9 aprile 2003     | NEAT                        |

## 673801–673900
| Nome   | Designazione provvisoria | Data di scoperta  | Scopritore                      |
| ------ | ------------------------ | ----------------- | ------------------------------- |
| 673801 | 2015 FV290               | 21 gennaio 2015   | Pan-STARRS                      |
| 673802 | 2015 FO291               | 25 ottobre 2013   | CSS                             |
| 673803 | 2015 FX291               | 27 marzo 2015     | Mount Lemmon Survey             |
| 673804 | 2015 FP293               | 27 marzo 2015     | Mount Lemmon Survey             |
| 673805 | 2015 FT293               | 25 maggio 2006    | Spacewatch                      |
| 673806 | 2015 FS294               | 28 gennaio 2015   | Pan-STARRS                      |
| 673807 | 2015 FM296               | 28 marzo 2015     | Pan-STARRS                      |
| 673808 | 2015 FT296               | 28 gennaio 2015   | Pan-STARRS                      |
| 673809 | 2015 FU296               | 30 dicembre 2008  | Mount Lemmon Survey             |
| 673810 | 2015 FX296               | 3 giugno 2011     | M. Schwartz, P. R. Holvorcem    |
| 673811 | 2015 FQ298               | 25 aprile 2007    | Mount Lemmon Survey             |
| 673812 | 2015 FX298               | 2 luglio 2011     | Mount Lemmon Survey             |
| 673813 | 2015 FE301               | 27 aprile 2011    | Mount Lemmon Survey             |
| 673814 | 2015 FR303               | 28 marzo 2015     | Pan-STARRS                      |
| 673815 | 2015 FT303               | 28 marzo 2015     | Pan-STARRS                      |
| 673816 | 2015 FT305               | 15 ottobre 2012   | Pan-STARRS                      |
| 673817 | 2015 FU306               | 17 ottobre 2012   | Mount Lemmon Survey             |
| 673818 | 2015 FX308               | 25 marzo 2015     | Pan-STARRS                      |
| 673819 | 2015 FQ310               | 7 ottobre 2012    | Pan-STARRS                      |
| 673820 | 2015 FO312               | 7 maggio 2002     | NEAT                            |
| 673821 | 2015 FA315               | 22 ottobre 2005   | NEAT                            |
| 673822 | 2015 FS318               | 8 maggio 2006     | Spacewatch                      |
| 673823 | 2015 FL321               | 25 marzo 2015     | Pan-STARRS                      |
| 673824 | 2015 FR323               | 23 maggio 2011    | M. Schwartz, P. R. Holvorcem    |
| 673825 | 2015 FU325               | 10 giugno 2011    | Mount Lemmon Survey             |
| 673826 | 2015 FU326               | 23 gennaio 2015   | Pan-STARRS                      |
| 673827 | 2015 FW326               | 23 ottobre 2003   | L. H. Wasserman, D. E. Trilling |
| 673828 | 2015 FS327               | 5 dicembre 2008   | Mount Lemmon Survey             |
| 673829 | 2015 FR329               | 25 marzo 2015     | Pan-STARRS                      |
| 673830 | 2015 FV331               | 4 settembre 2011  | Spacewatch                      |
| 673831 | 2015 FX332               | 26 febbraio 2015  | Pan-STARRS                      |
| 673832 | 2015 FB335               | 9 gennaio 2014    | Spacewatch                      |
| 673833 | 2015 FQ335               | 9 ottobre 2012    | R. Holmes                       |
| 673834 | 2015 FW336               | 30 marzo 2015     | Pan-STARRS                      |
| 673835 | 2015 FJ338               | 29 aprile 2006    | Spacewatch                      |
| 673836 | 2015 FZ341               | 21 gennaio 2015   | Pan-STARRS                      |
| 673837 | 2015 FT342               | 22 ottobre 2003   | SDSS Collaboration              |
| 673838 | 2015 FG343               | 8 febbraio 2007   | NEAT                            |
| 673839 | 2015 FL344               | 29 marzo 2011     | Spacewatch                      |
| 673840 | 2015 FK346               | 2 aprile 2011     | Mount Lemmon Survey             |
| 673841 | 2015 FT347               | 9 gennaio 2014    | Mount Lemmon Survey             |
| 673842 | 2015 FH348               | 16 marzo 2015     | Pan-STARRS                      |
| 673843 | 2015 FH350               | 13 dicembre 2013  | Mount Lemmon Survey             |
| 673844 | 2015 FD353               | 17 marzo 2015     | Pan-STARRS                      |
| 673845 | 2015 FC358               | 8 febbraio 2013   | Pan-STARRS                      |
| 673846 | 2015 FK358               | 22 ottobre 2006   | CSS                             |
| 673847 | 2015 FM360               | 15 ottobre 2007   | Mount Lemmon Survey             |
| 673848 | 2015 FR360               | 17 marzo 2015     | Pan-STARRS                      |
| 673849 | 2015 FK362               | 17 marzo 2015     | Pan-STARRS                      |
| 673850 | 2015 FC370               | 18 marzo 2015     | Pan-STARRS                      |
| 673851 | 2015 FE373               | 30 agosto 2002    | Spacewatch                      |
| 673852 | 2015 FL373               | 26 agosto 2005    | NEAT                            |
| 673853 | 2015 FN373               | 18 marzo 2015     | Pan-STARRS                      |
| 673854 | 2015 FX373               | 15 ottobre 2012   | Pan-STARRS                      |
| 673855 | 2015 FR376               | 23 settembre 2008 | Spacewatch                      |
| 673856 | 2015 FW380               | 23 gennaio 2015   | Pan-STARRS                      |
| 673857 | 2015 FQ383               | 31 luglio 2005    | NEAT                            |
| 673858 | 2015 FL385               | 30 ottobre 2013   | ASC-Kislovodsk                  |
| 673859 | 2015 FG390               | 20 marzo 2015     | Pan-STARRS                      |
| 673860 | 2015 FO390               | 23 gennaio 2015   | Pan-STARRS                      |
| 673861 | 2015 FW393               | 31 marzo 2015     | Pan-STARRS                      |
| 673862 | 2015 FE396               | 30 marzo 2015     | Pan-STARRS                      |
| 673863 | 2015 FQ404               | 27 luglio 2011    | Pan-STARRS                      |
| 673864 | 2015 FQ406               | 18 marzo 2015     | Pan-STARRS                      |
| 673865 | 2015 FE408               | 25 maggio 2006    | Mount Lemmon Survey             |
| 673866 | 2015 FR408               | 21 marzo 2015     | Pan-STARRS                      |
| 673867 | 2015 FX410               | 7 dicembre 2013   | Spacewatch                      |
| 673868 | 2015 FQ415               | 28 marzo 2015     | Pan-STARRS                      |
| 673869 | 2015 FM416               | 4 luglio 2016     | Pan-STARRS                      |
| 673870 | 2015 FL417               | 24 marzo 2015     | Pan-STARRS                      |
| 673871 | 2015 FB421               | 28 marzo 2015     | Pan-STARRS                      |
| 673872 | 2015 FF422               | 24 marzo 2015     | Pan-STARRS                      |
| 673873 | 2015 FF423               | 14 luglio 2016    | Pan-STARRS                      |
| 673874 | 2015 FK425               | 22 marzo 2015     | Pan-STARRS                      |
| 673875 | 2015 FR427               | 18 marzo 2015     | Pan-STARRS                      |
| 673876 | 2015 FW433               | 30 marzo 2015     | Pan-STARRS                      |
| 673877 | 2015 FE436               | 19 marzo 2015     | Pan-STARRS                      |
| 673878 | 2015 FG436               | 21 marzo 2015     | Pan-STARRS                      |
| 673879 | 2015 FO442               | 22 marzo 2015     | Pan-STARRS                      |
| 673880 | 2015 FT448               | 28 marzo 2015     | Pan-STARRS                      |
| 673881 | 2015 FH453               | 28 marzo 2015     | Pan-STARRS                      |
| 673882 | 2015 FX459               | 17 marzo 2015     | Mount Lemmon Survey             |
| 673883 | 2015 FH465               | 22 marzo 2015     | Mount Lemmon Survey             |
| 673884 | 2015 GV1                 | 12 giugno 2012    | Mount Lemmon Survey             |
| 673885 | 2015 GB2                 | 27 settembre 2013 | Pan-STARRS                      |
| 673886 | 2015 GV2                 | 21 gennaio 2015   | Pan-STARRS                      |
| 673887 | 2015 GR3                 | 29 marzo 2015     | Pan-STARRS                      |
| 673888 | 2015 GB5                 | 25 marzo 2015     | Mount Lemmon Survey             |
| 673889 | 2015 GE5                 | 10 aprile 2005    | Kitt Peak Obs.                  |
| 673890 | 2015 GY7                 | 17 febbraio 2015  | Pan-STARRS                      |
| 673891 | 2015 GC10                | 29 dicembre 2014  | Pan-STARRS                      |
| 673892 | 2015 GM10                | 30 aprile 2011    | Pan-STARRS                      |
| 673893 | 2015 GO16                | 28 gennaio 2015   | Pan-STARRS                      |
| 673894 | 2015 GG19                | 19 ottobre 2003   | Spacewatch                      |
| 673895 | 2015 GN19                | 22 marzo 2015     | Pan-STARRS                      |
| 673896 | 2015 GQ19                | 11 aprile 2015    | Mount Lemmon Survey             |
| 673897 | 2015 GC23                | 5 febbraio 2010   | Spacewatch                      |
| 673898 | 2015 GF23                | 11 gennaio 2003   | Spacewatch                      |
| 673899 | 2015 GK26                | 23 febbraio 2015  | Pan-STARRS                      |
| 673900 | 2015 GB27                | 12 aprile 2015    | Pan-STARRS                      |

## 673901–674000
| Nome   | Designazione provvisoria | Data di scoperta  | Scopritore          |
| ------ | ------------------------ | ----------------- | ------------------- |
| 673901 | 2015 GV27                | 19 dicembre 2014  | Pan-STARRS          |
| 673902 | 2015 GE28                | 23 marzo 2015     | Mount Lemmon Survey |
| 673903 | 2015 GX31                | 29 marzo 2015     | Pan-STARRS          |
| 673904 | 2015 GZ33                | 5 luglio 2005     | NEAT                |
| 673905 | 2015 GR34                | 20 novembre 2009  | Mount Lemmon Survey |
| 673906 | 2015 GT34                | 23 gennaio 2015   | Pan-STARRS          |
| 673907 | 2015 GX34                | 21 settembre 2003 | Spacewatch          |
| 673908 | 2015 GJ44                | 25 marzo 2015     | Pan-STARRS          |
| 673909 | 2015 GN47                | 27 marzo 2015     | Pan-STARRS          |
| 673910 | 2015 GU52                | 19 marzo 2015     | Pan-STARRS          |
| 673911 | 2015 GG53                | 26 maggio 2011    | W. Bickel           |
| 673912 | 2015 GZ59                | 11 aprile 2015    | Mount Lemmon Survey |
| 673913 | 2015 GF63                | 15 aprile 2015    | Mount Lemmon Survey |
| 673914 | 2015 GU64                | 9 aprile 2015     | Mount Lemmon Survey |
| 673915 | 2015 HC                  | 23 gennaio 2015   | Pan-STARRS          |
| 673916 | 2015 HF2                 | 2 dicembre 2014   | Pan-STARRS          |
| 673917 | 2015 HL2                 | 27 ottobre 2009   | Spacewatch          |
| 673918 | 2015 HH4                 | 1 maggio 2003     | Spacewatch          |
| 673919 | 2015 HE7                 | 13 marzo 2011     | Spacewatch          |
| 673920 | 2015 HK7                 | 6 giugno 2011     | Pan-STARRS          |
| 673921 | 2015 HR7                 | 19 marzo 2010     | Mount Lemmon Survey |
| 673922 | 2015 HF15                | 17 febbraio 2004  | Spacewatch          |
| 673923 | 2015 HP18                | 25 febbraio 2006  | Spacewatch          |
| 673924 | 2015 HR19                | 24 marzo 2006     | Mount Lemmon Survey |
| 673925 | 2015 HD22                | 15 marzo 2015     | Spacewatch          |
| 673926 | 2015 HE22                | 28 ottobre 2008   | Spacewatch          |
| 673927 | 2015 HS23                | 7 novembre 2012   | Pan-STARRS          |
| 673928 | 2015 HR25                | 21 ottobre 2012   | Pan-STARRS          |
| 673929 | 2015 HW25                | 21 marzo 2015     | Pan-STARRS          |
| 673930 | 2015 HB26                | 26 agosto 2012    | Pan-STARRS          |
| 673931 | 2015 HA27                | 10 agosto 2007    | Spacewatch          |
| 673932 | 2015 HC28                | 6 settembre 2008  | Spacewatch          |
| 673933 | 2015 HO28                | 28 settembre 2003 | SDSS Collaboration  |
| 673934 | 2015 HS28                | 10 aprile 2015    | Spacewatch          |
| 673935 | 2015 HF29                | 9 aprile 2010     | Mount Lemmon Survey |
| 673936 | 2015 HE31                | 8 ottobre 2012    | Pan-STARRS          |
| 673937 | 2015 HS34                | 15 marzo 2007     | Mount Lemmon Survey |
| 673938 | 2015 HY35                | 12 aprile 2002    | NEAT                |
| 673939 | 2015 HF36                | 20 marzo 2015     | Pan-STARRS          |
| 673940 | 2015 HE43                | 3 settembre 2013  | CSS                 |
| 673941 | 2015 HH46                | 4 dicembre 2013   | Pan-STARRS          |
| 673942 | 2015 HX47                | 1 novembre 2008   | Mount Lemmon Survey |
| 673943 | 2015 HZ47                | 25 marzo 2015     | Pan-STARRS          |
| 673944 | 2015 HT49                | 16 aprile 2015    | Pan-STARRS          |
| 673945 | 2015 HF51                | 19 novembre 2008  | Spacewatch          |
| 673946 | 2015 HR51                | 17 febbraio 2010  | Spacewatch          |
| 673947 | 2015 HH53                | 25 aprile 2008    | Spacewatch          |
| 673948 | 2015 HW54                | 21 marzo 2015     | Pan-STARRS          |
| 673949 | 2015 HE58                | 1 settembre 2011  | Pan-STARRS          |
| 673950 | 2015 HO58                | 18 aprile 2015    | Pan-STARRS          |
| 673951 | 2015 HW58                | 30 gennaio 2006   | Spacewatch          |
| 673952 | 2015 HY58                | 18 aprile 2015    | Pan-STARRS          |
| 673953 | 2015 HZ58                | 22 ottobre 2012   | Pan-STARRS          |
| 673954 | 2015 HN61                | 24 settembre 2011 | Pan-STARRS          |
| 673955 | 2015 HH62                | 10 aprile 2015    | Spacewatch          |
| 673956 | 2015 HK65                | 17 ottobre 2012   | Pan-STARRS          |
| 673957 | 2015 HY65                | 15 settembre 2007 | Spacewatch          |
| 673958 | 2015 HH67                | 23 aprile 2015    | Pan-STARRS          |
| 673959 | 2015 HU70                | 9 ottobre 2007    | Mount Lemmon Survey |
| 673960 | 2015 HL71                | 8 aprile 2006     | Spacewatch          |
| 673961 | 2015 HZ74                | 19 aprile 2015    | Mount Lemmon Survey |
| 673962 | 2015 HR77                | 14 agosto 2012    | Spacewatch          |
| 673963 | 2015 HE80                | 29 maggio 2009    | Mount Lemmon Survey |
| 673964 | 2015 HT88                | 23 aprile 2015    | Pan-STARRS          |
| 673965 | 2015 HB92                | 16 marzo 2005     | Spacewatch          |
| 673966 | 2015 HS92                | 25 maggio 2006    | Spacewatch          |
| 673967 | 2015 HE93                | 20 aprile 2010    | Spacewatch          |
| 673968 | 2015 HH96                | 12 maggio 2007    | LUSS                |
| 673969 | 2015 HL96                | 13 novembre 2012  | W. Bickel           |
| 673970 | 2015 HB97                | 11 ottobre 2002   | NEAT                |
| 673971 | 2015 HA101               | 23 ottobre 2004   | Spacewatch          |
| 673972 | 2015 HZ102               | 13 novembre 2007  | Spacewatch          |
| 673973 | 2015 HG103               | 14 agosto 2012    | Pan-STARRS          |
| 673974 | 2015 HX103               | 13 gennaio 2010   | Mount Lemmon Survey |
| 673975 | 2015 HQ104               | 25 gennaio 2009   | Spacewatch          |
| 673976 | 2015 HK106               | 26 novembre 2013  | Pan-STARRS          |
| 673977 | 2015 HT111               | 23 aprile 2015    | Pan-STARRS          |
| 673978 | 2015 HH112               | 28 dicembre 2013  | Mount Lemmon Survey |
| 673979 | 2015 HX117               | 1 ottobre 2005    | Mount Lemmon Survey |
| 673980 | 2015 HM122               | 23 aprile 2015    | Pan-STARRS          |
| 673981 | 2015 HH125               | 25 ottobre 2009   | Spacewatch          |
| 673982 | 2015 HC129               | 17 ottobre 2012   | Mount Lemmon Survey |
| 673983 | 2015 HY131               | 15 novembre 1995  | Spacewatch          |
| 673984 | 2015 HG132               | 18 settembre 2003 | Spacewatch          |
| 673985 | 2015 HT135               | 7 ottobre 2012    | Pan-STARRS          |
| 673986 | 2015 HK136               | 23 agosto 2011    | L. Elenin           |
| 673987 | 2015 HN138               | 7 settembre 2007  | J. Lacruz           |
| 673988 | 2015 HZ139               | 7 novembre 2012   | Mount Lemmon Survey |
| 673989 | 2015 HV143               | 5 novembre 2005   | Mount Lemmon Survey |
| 673990 | 2015 HA146               | 18 aprile 2015    | Pan-STARRS          |
| 673991 | 2015 HL146               | 1 aprile 2015     | Pan-STARRS          |
| 673992 | 2015 HQ152               | 17 dicembre 1999  | Spacewatch          |
| 673993 | 2015 HH154               | 12 marzo 2010     | Spacewatch          |
| 673994 | 2015 HQ155               | 18 aprile 2015    | Pan-STARRS          |
| 673995 | 2015 HK156               | 24 aprile 2015    | Pan-STARRS          |
| 673996 | 2015 HD157               | 9 ottobre 2013    | Mount Lemmon Survey |
| 673997 | 2015 HM159               | 18 settembre 2003 | NEAT                |
| 673998 | 2015 HJ163               | 24 aprile 2015    | Pan-STARRS          |
| 673999 | 2015 HO166               | 28 luglio 2005    | NEAT                |
| 674000 | 2015 HR169               | 14 aprile 2015    | CSS                 |